# 马德琳·卡恩
马德琳·卡恩（英語：Madeline Kahn，1942年9月29日—1999年12月3日），美国女演员、歌手。曾获得托尼奖最佳话剧女主角。